# Lucianópolis (kommun)
Lucianópolis är en kommun i Brasilien.   Den ligger i delstaten São Paulo, i den södra delen av landet, 800 km söder om huvudstaden Brasília. Antalet invånare är 2 255.
Följande samhällen finns i Lucianópolis:
- Lucianópolis

Omgivningarna runt Lucianópolis är huvudsakligen savann. Runt Lucianópolis är det glesbefolkat, med 14 invånare per kvadratkilometer.